# 打根
打根（うちね）は、長さ一尺二寸から一尺八寸、直径六分ほどの矢の形をした武器である。先端には平三角で四、五寸ほどの槍穂先が付き、元には大小の羽根おのおの一対が付けられる。筈尻には紐が仕込まれている。戦国時代は主に弓兵が矢が尽きたときや、白兵戦になったときに使用した。また、諸大名が参勤交代のときに非常時に対する備えとして駕籠（かご）の中に置いていた。

## 概説
「弓ひき」「弓とり」とも呼ばれた武士が心得る武術の中で最高のものとされていた弓は、戦乱時の主用武器として、平時においても魔を鎮める神聖な神器として警護用に使われたが、矢が尽きたり弦が切れたときに用をなさなくなる欠点を抱えている。また、合戦で白兵戦となれば、弓が使えないこともあった。そこで、弓兵が矢を槍の代わりにして戦う発想から発展していったのが、打根術（うちねじゅつ）である。敵との間合いに応じて、投げれば手裏剣のようにも、振り回せば分銅鎖のようにも、手突き槍としても小刀としても、変幻自在に使用できる臨機応変の武器へと発達していった。
投擲に特化した、さらに小型で長さ30センチぐらいのものは、『打矢』と呼ばれ、振り杖のように筒の中に入れて振って飛ばしたり、手裏剣のように投げて使用する。
打根を投擲武器として使用した場合には、打矢と同じように羽が付いていて安定して飛行するため、手裏剣に比べて容易に相手に刺さる。また、打矢や手裏剣よりも重量があるため、比較すると威力が強い。筈尻に回収用の紐が付いている点も、使い捨て武器の手裏剣とは大きく異なる。弓に紐でくくり付けると、長い槍として使うことが可能になり、これは『弭槍(はずやり)』と呼ばれた。また、これとは別に戦国時代に用いられた弭槍には弓弭に袋穂状の穂先を被せるタイプの物もある。
打根は一見しても用途が分らず飾りの置物のようにも見えるため、どこにでもそっと忍ばせておくことができる利点がある。慶長の頃の記録であるが、諸大名が参勤交代や旅行で駕籠を用いるときに、非常時に対する備えとして、打根を駕籠の片隅に立てて乗ったといわれている。維新後は打根を用いる者はほとんどいなくなったが、日置流弓術の別伝として伝わり、日置流印西派摂津系同門会などが現代までその技を伝承している。
※なお、矢・木鏃の種類には同名同音の笠状の鏃頭を持つ『打根』（うちね）と呼ばれる矢が古くからあるがこの武器とは関連性はない。